# Marek Wilczyński (muzyk)
Marek Wilczyński (ur. 5 października 1949 w Szczecinie, od dzieciństwa związany z Krakowem) – polski muzyk, kompozytor, multiinstrumentalista, muzykolog, realizator nagrań, producent. Członek Związku Polskich Autorów i Kompozytorów i Stowarzyszenia Filmowców Polskich.

## Biografia artystyczna

### Studia i kursy
- Klasa fortepianiu i perkusji w Państwowej Średniej Szkole Muzycznej w Krakowie w latach 1966–1970.
- Muzykologia na Uniwersytecie Jagiellońskim. Uzyskał stopień magistra na podstawie pracy Percussione batteria w twórczości H.M. Góreckiego w 1974 r.
- Podyplomowe seminarium muzyki elektronicznej w Państwowej Wyższej Szkole Muzycznej w Krakowie, prowadzone przez Józefa Patkowskiego w latach 1974–1976.
- Kurs technologii nagrań cyfrowych na Wydziale Reżyserii Dźwięku na Akademii Muzycznej w Warszawie.
- Dwukrotny udział w warsztatach jazzowych w Chodzieży w klasach Stu Martina i Janusza Stefańskiego oraz Dona Cherry’ego.

### Muzyk
Marek Wilczyński był członkiem krakowskiej grupy Zdrój Jana, działającej od 1968 r. pod patronatem Akademii Sztuk Pięknych w Krakowie.
Występował i nagrywał z wieloma różniącymi się stylistycznie zespołami i artystami; m.in. z grupą Maanam, Asavid Attraction, Quatro, Muzyką Centrum pod kierunkiem Marka Chołoniewskiego, Jackiem Wójcickim, Tadeuszem Kassattim, Jarosławem Śmietaną, Krzysztofem Ścierańskim, Markiem Jackowskim.
Jako perkusista wykonuje muzykę eksperymentalną, jazzową, rockową i popową.
Odbył tournée po Polsce i Stanach Zjednoczonych z Allenem Ginsbergiem, towarzysząc mu wraz z gitarzystą Stevenem Taylorem – na perkusji oraz syntezatorach.

### Kompozytor
W swojej twórczości M. Wilczyński czerpie zarówno z muzyki popowej, rockowej, jazzowej, z muzyki awangardowej, klasycznej, jak i z muzyki ludowej polskiej, i innych kręgów kulturowych
Dzięki otwartości na różne gatunki muzyczne, kompozytor tworzy muzykę zróżnicowaną stylistycznie, bardzo ekpresyjną, o wyraźnych liniach melodycznych i strukturach rytmicznych. Specjalizuje się w formach krótkich, bardzo lapidarnych.
Zarówno jako kompozytor i jako muzyk wykorzystuje również instrumenty nietypowe (dawne jak i współczesne) oraz związane z innymi kulturami, zwykle z własnych zbiorów. Obok więc takich instrumentów jak cymbały, piła czy lira korbowa, używa instrumentów elektronicznych analogowych (Moog EMS Synthi, theremin) jak i cyfrowych.
Poza muzyką użytkową komponuje także utwory audio art. Odbyły się prawykonania:
- „Symplegady” na instrumentarium bezdotykowe (m.in. theremin) i gitarę basową – elektryczną i akustyczną (Rafał Mazur); Międzynarodowy Festiwal Kompozytorów w Krakowie 2004
- „Future CD” na piłę grającą, piłę stolarską, 2-4 piłkarzy oraz strzelca i wytłumiacza gongu; Chełm 2008

#### Muzyka filmowa
Jest autorem ok. 300 ilustracji muzycznych do filmów animowanych, dokumentalnych i fabularnych.
Jako kompozytor muzyki filmowej zadebiutował w 1974 r. tworząc muzykę do filmu Dzwon Krzysztofa Raynocha.
Współpracuje z polskimi i zagranicznymi wytwórniami filmowymi (m.in. Studio Filmów Animowanych w Krakowie, Studio Filmów Rysunkowych w Bielsku-Białej, Se-ma-for w Łodzi, Studio Miniatur Filmowych w Warszawie) oraz z wieloma reżyserami (m.in. Maciek Albrecht, Ryszard Antoniszczak, Krzysztof Kiwerski, Jerzy Kucia, Andrzej Orzechowski, Krzysztof Raynoch, Jerzy Ridan, Marek Serafiński, Alina Skiba, Aleksander „Olo” Sroczyński, Longin Szmyd), Bronisław Zeman i innymi. Jest autorem muzyki do serii Ryszarda Antoniszczaka Bajki zza okna.
Komponuje także muzykę do filmów autorskich, pełnometrażowych filmów animowanych (np. Close to You, koprodukcja polsko-amerykańska w reż. Maćka Albrechta z 1994 r.), seriali dla dzieci, filmów dokumentalnych (np. Pod światem Jerzego Ridana, Missa Cracoviensis Jerzego Jogałły z 1979 r. – pierwszy film dokumentalny o Janie Pawle II) oraz filmów fabularnych (m.in. Przeklęta ziemia w reż. Ryszarda Czekały, Planeta krawiec w reż. Jerzego Domaradzkiego).
Artyście poświęcony jest półgodzinny film telewizyjny Łowca dźwięków w reż. J. Ridana.

#### Muzyka teatralna
Jako kompozytor muzyki teatralnej zadebiutował w 1974 r. muzyką do spektaklu Henryk VIII Szekspira w reż. Jerzego Golińskiego w Teatrze Nowym w Łodzi. 
Od tego czasu współpracuje z wieloma teatrami (m.in. Teatr Słowackiego w Krakowie, Teatr Groteska w Krakowie, Teatr Dramatyczny w Opolu, Teatr Ateneum w Warszawie, Teatr Polski we Wrocławiu) oraz reżyserami teatralnymi (m.in. Kazimierz Dejmek, Bogdan Hussakowski, Tadeusz Minc, Jan Polewka, Adolf Weltschek).
Jest autorem muzyki do wszystkich spektakli Teatru Własnego.

## Dyskografia
- Zdrój Jana – „Navigare”, „Kiedy będę żałował”, „Anuncjata”, „Bioprądy”, „Pieśń telefoniczna”, „Przeciw temu czasowi” (sonet 49 Szekspira) (nagrania dla Polskiego Radia).
- Krzysztof Ścieranski – Bass Line (1983)
- R. Antoniszczak – Miki Mol i zaczarowany kuferek czasu (2 LP) (1987)
- Maanam – Się ściemnia (1991)
- Tadeusz Kassatti – Nie bój się anioła w wykonaniu Jacka Wójcickiego (1995)
- Multimedialne wydanie – Pan Tadeusz (CDR) (Ossolineum) (1999)
- Reklamy, dżingle radiowe i telewizyjne (m.in. MTV i Katowice Tele 3).
- Zdrój Jana - CD (OBUH D27, 2010)

## Filmografia
- Żegnaj paro! (film animowany z muzyką Zdroju Jana)[1]
- Bolek i Lolek na Dzikim Zachodzie (pełnometrażowa animacja, w reż. Stanisława Dültza) VHS, VCD, DVD
- Miki Mol i Straszne Płaszczydło (pełnometrażowa animacja, w reż. R. Antoniszczaka) VHS
- Lisiczka (wraz z Januszem Grzywaczem) (pełnometrażowa animacja) VHS
- Cywilizacja (serial animowany, koprodukcja z Film Kratky Praha) VHS
- Animalki (średniometrażowa animacja, w reż. Andrzeja Orzechowskiego) VHS
- Antologia animacji polskiej dla dzieci (Miki Mol w reż. R. Antoniszczaka)
- Antologia animacji polskiej eksperymentalnej (Odpryski w reż. J. Kuci)
- Inne wydawnictwa zbiorowe z filmami dla dzieci

## Nagrody za muzykę
- Nagroda na Międzynarodowym Festiwalu Filmów Animowanych w Zagrzebiu  za muzykę do filmu Gra (reż. A. Oczko) (1978)
- Nagroda „Lajkonika” na 25 OFFK w Krakowie za muzykę do filmu Oskar Kolberg (reż. A. Niewiadomski) (1985)
- Nagroda „Lajkonika” za muzykę do filmmu Porządek musi być (reż. K Kiwerski)
- Nagroda za muzykę do filmu Lisiczka w Poznaniu
- Film Szlaban Jerzego Kuci znajduje się w Muzeum Guggenheima w stałej kolekcji
- I Nagroda na Festiwalu Sztuk Współczesnych we Wrocławiu za muzykę do spektaklu „Koczowisko” (reż T.Minc) (1979)